# İlkan Karaman
İlkan Karaman (Tekirdağ, 13 maggio 1990 – Muğla, 8 settembre 2024) è stato un cestista turco.

## Biografia
Dopo aver giocato in Turchia con le maglie di Tofaş Bursa, passò al Galatasaray; nel 2011-12 giocò in prestito al Pınar Karşıyaka. Fu scelto al secondo giro del Draft NBA 2012 dai Brooklyn Nets, come 57ª scelta assoluta. Successivamente a causa di una trade i diritti divennero proprietà dei Cleveland Cavaliers.
Nell'agosto 2012 iniziò a giocare nel Fenerbahçe Ülker.
Morì a Muğla l'8 settembre 2024 a causa di un incidente stradale, all'età di 34 anni.

## Palmarès
- Campionato turco: 1

Fenerbahçe Ülker: 2013-14
- Coppa del Presidente: 1

Fenerbahçe Ülker: 2013
- Coppa di Turchia: 1

Fenerbahçe Ülker: 2012-13